# اس‌اس مریدا

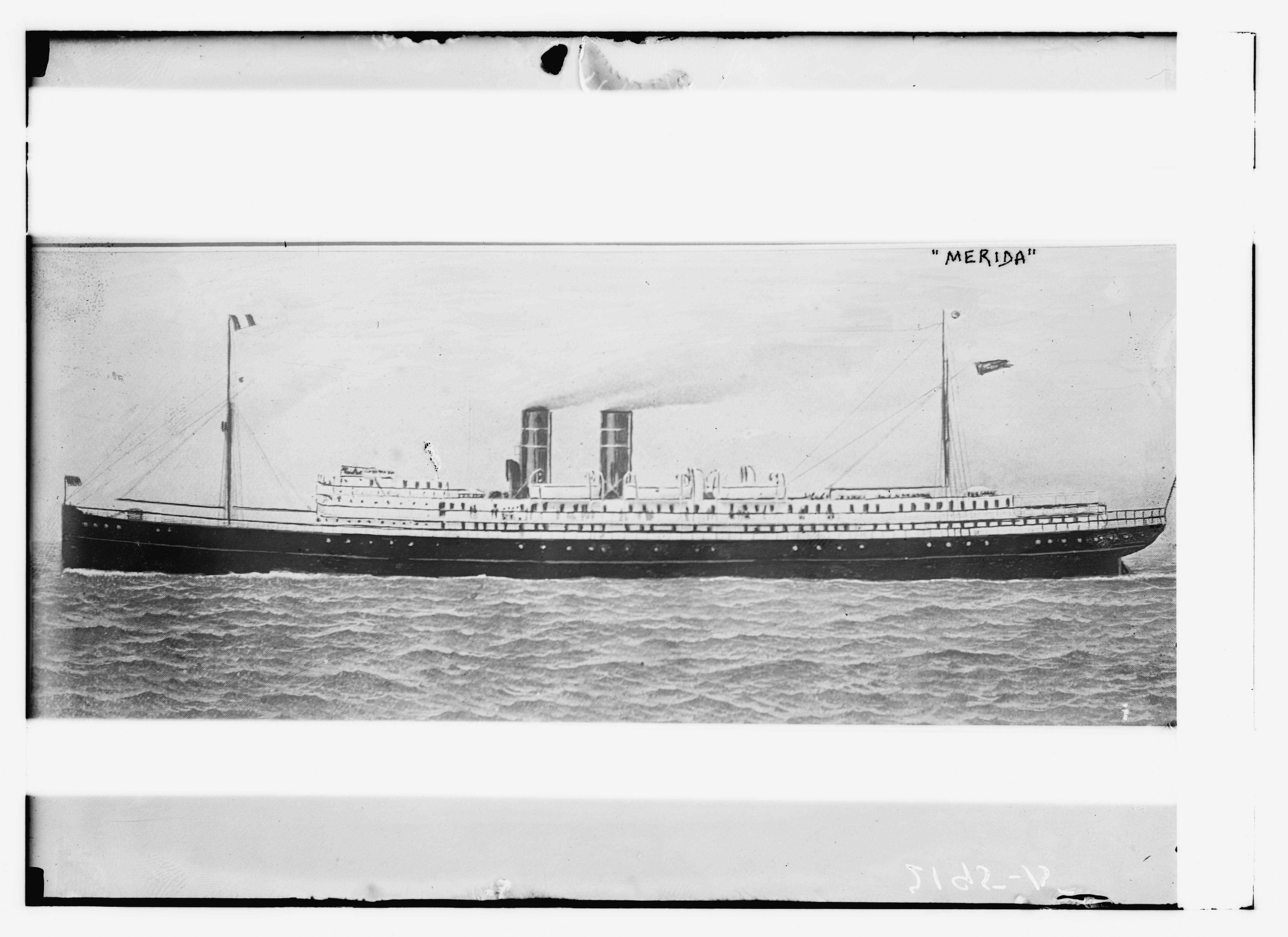
تصویری از Merida (ship)

اس‌اس مریدا (به انگلیسی: SS Merida) یک کشتی بود.